# Castilblanco
Castilblanco je španělské město situované v provincii Badajoz (autonomní společenství Extremadura).

## Poloha
Obec je vzdálena 199 km od města Badajoz a 216 km od Madridu. Patří do okresu La Siberia a soudního okresu Herrera del Duque. Obcí prochází silnice EX-316 a národní silnice N-502.

## Historie
V roce 1834 se obec stává součástí soudního okresu Herrera del Duque. V roce 1842 čítala obec 410 usedlostí a 1700 obyvatel.

## Odkazy

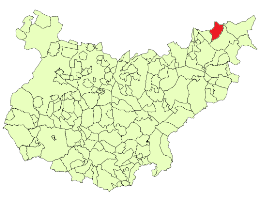
Poloha obce v provincii Badajoz

## Demografie
| 1857  | 1860  | 1877  | 1887  | 1897  | 1900  | 1910  | 1920  | 1930  |
| ----- | ----- | ----- | ----- | ----- | ----- | ----- | ----- | ----- |
| 2.023 | 1.822 | 1.979 | 2.209 | 2.271 | 2.288 | 2.615 | 2.537 | 3.101 |
| 1940  | 1950  | 1960  | 1970  | 1981  | 1991  | 1996  | 1998  | 1999  |
| 3.084 | 3.332 | 3.458 | 2.581 | 2.051 | 1.410 | 1.403 | 1.428 | 1.418 |
| 2000  | 2001  | 2002  | 2003  | 2004  | 2005  | 2006  | 2007  | 2008  |
| 1.385 | 1.357 | 1.293 | 1.233 | 1.200 | 1.146 | 1.110 | 1.133 | 1.160 |